# El Sahugo
El Sahugo es un municipio y localidad española de la provincia de Salamanca, en la comunidad autónoma de Castilla y León. Se integra dentro de la comarca de Ciudad Rodrigo y la subcomarca de Los Agadones. Pertenece al partido judicial de Ciudad Rodrigo.
Su término municipal está formado por los núcleos de población de El Sahugo y Posadillas, ocupa una superficie total de 58,97 km² y según los datos demográficos recogidos en el padrón municipal elaborado por el INE en el año 2017, cuenta con una población de 191 habitantes.

## Geografía
| Noroeste: El Bodón    | Norte: Herguijuela                | Noreste: Martiago            |
| Oeste: Fuenteguinaldo |                                   | Este: Cespedosa              |
| Suroeste: Robleda     | Sur: Robledillo de Gata (Cáceres) | Sureste: Aldehuela (Cáceres) |

## Historia

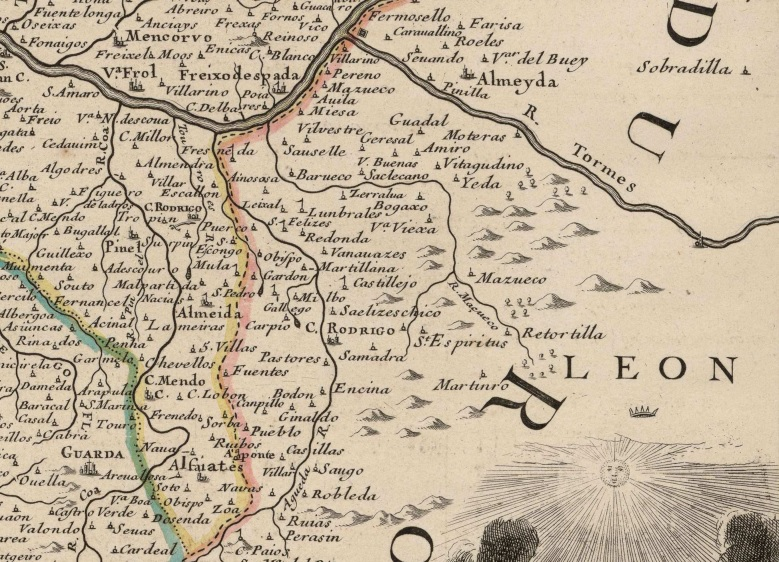
Detalle del oeste salmantino en un mapa del, en el que se puede observar El Sahugo (escrito como Saugo).

La fundación de El Sahugo se remonta a la repoblación efectuada por los reyes de León en la Edad Media, quedando encuadrada en el Campo de Agadones de la Diócesis de Ciudad Rodrigo tras la creación de la misma por parte del rey Fernando II de León en el siglo XII, denominado entonces simplemente Saugo. Con la creación de las actuales provincias en 1833, El Sahugo quedó encuadrado en la provincia de Salamanca, dentro de la Región Leonesa.

## Geografía humana

### Demografía
Cuenta con una población de 181 habitantes (INE 2024).
| Gráfica de evolución demográfica de El Saúgo entre 1842 y 2021                                                                                                 |
| |
| Población de derecho según los censos de población del INE Población de hecho según los censos de población del INEEn este censo se denominaba El Sahúgo: 2001 |

Según el Instituto Nacional de Estadística, El Sahugo tenía, a 31 de diciembre de 2018, una población total de 193 habitantes, de los cuales 106 eran hombres y 87 mujeres. Respecto al año 2000, el censo refleja 276 habitantes, de los cuales 147 eran hombres y 149 mujeres. Por lo tanto, la pérdida de población en el municipio para el periodo 2000-2018 ha sido de 83 habitantes, un 30% de descenso.
El municipio se divide en dos núcleos de población. De los 193 habitantes que poseía el municipio en 2018, la mayor parte pertenecía a El Sahugo, donde se censaban 190, de los cuales 106 eran hombres y 87 mujeres, solo 3 se contaban en Posadillas, de los cuales 2 eran hombres y 1 mujeres.

## Véase también

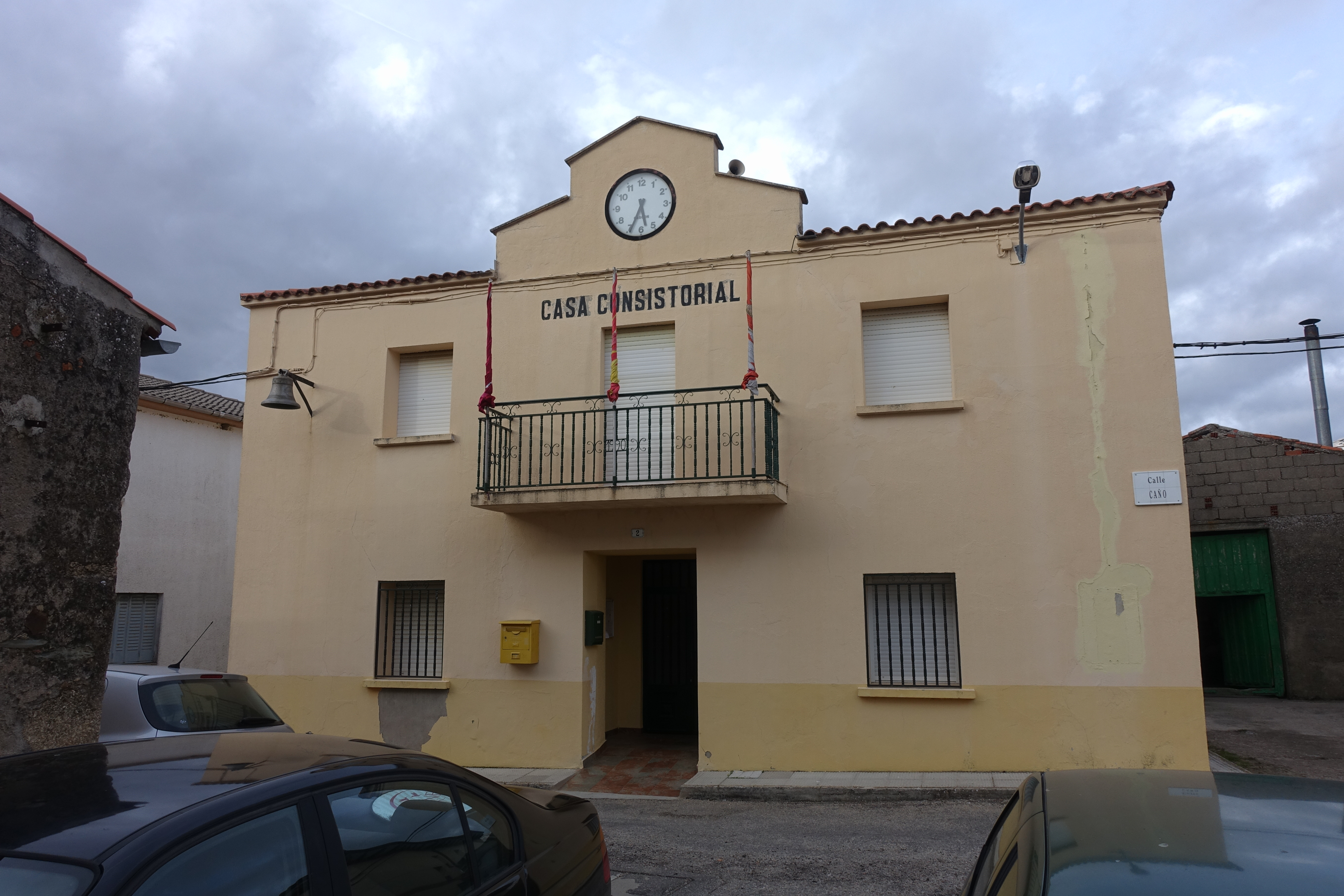
Casa consistorial.

## Administración y política
| Partido político                         | 2019  | 2019  | 2019       | 2015  | 2015  | 2015       | 2011  | 2011  | 2011       | 2007  | 2007  | 2007       | 2003  | 2003  | 2003       |
| Partido político                         | %     | Votos | Concejales | %     | Votos | Concejales | %     | Votos | Concejales | %     | Votos | Concejales | %     | Votos | Concejales |
| Partido Popular (PP)                     | 74,48 | 108   | 4          | 57,41 | 93    | 4          | 42,14 | 67    | 2          | 33,63 | 75    | 1          | 15,71 | 41    | 1          |
| Partido Socialista Obrero Español (PSOE) | 25,52 | 37    | 1          | 38,89 | 63    | 1          | 39,00 | 202   | 3          | 66,82 | 149   | 4          | 64,75 | 169   | 5          |
| Unión del Pueblo Salmantino (UPSa)       | —     | —     | —          | —     | —     | —          | —     | —     | —          | 6,28  | 14    | 0          | 19,54 | 51    | 1          |